# Lijst van rijksmonumenten in Staphorst (plaats)
De plaats Staphorst telt 189 inschrijvingen in het rijksmonumentenregister. Hieronder een overzicht.
| Object                                                                                     | Oorspronkelijke functie?  | Bouwjaar                    | Architect | Locatie                    | Coördinaten?                  | Nr.?   | Afbeelding                                                    |
| ------------------------------------------------------------------------------------------ | ------------------------- | --------------------------- | --------- | -------------------------- | ----------------------------- | ------ | ------------------------------------------------------------- |
| Pand met lijstgevel                                                                        | Woonhuis                  | 19e eeuw                    |           | Gemeenteweg 56             | 52° 38' 45" NB, 6° 12' 29" OL | 10853  | Meer afbeeldingen                                             |
| Boerderij van het Staphorstse type                                                         | Boerderij                 | 19e eeuw en ouder           |           | Gemeenteweg 254            | 52° 39' 4" NB, 6° 13' 22" OL  | 12447  | Meer afbeeldingen                                             |
| Gave boerderij van het Staphorstse type                                                    | Boerderij                 | 19e eeuw en ouder           |           | Oude Rijksweg 15           | 52° 38' 33" NB, 6° 12' 4" OL  | 12483  | Meer afbeeldingen                                             |
| Gave boerderij van het Staphorstse type                                                    | Boerderij                 | eind 19e eeuw               |           | Oude Rijksweg 19           | 52° 38' 30" NB, 6° 12' 6" OL  | 15275  | Meer afbeeldingen                                             |
| In hoofdvorm gaaf bewaarde boerderij van het Staphorstse type                              | Boerderij                 | 19e eeuw                    |           | Oude Rijksweg 22           | 52° 38' 33" NB, 6° 12' 1" OL  | 16091  | Meer afbeeldingen                                             |
| Boerderij van het Staphorstse type                                                         | Boerderij                 | 19e eeuw                    |           | Oude Rijksweg 192          | 52° 38' 13" NB, 6° 11' 22" OL | 17948  | Meer afbeeldingen                                             |
| Gave boerderij van het Staphorstse type                                                    | Boerderij                 | 19e eeuw en ouder           |           | Industrieweg 8             | 52° 38' 46" NB, 6° 12' 50" OL | 20138  | Meer afbeeldingen                                             |
| Boerderij van het Staphorstse type                                                         | Boerderij                 | 19e eeuw                    |           | Industrieweg 1             | 52° 38' 48" NB, 6° 12' 48" OL | 20999  | Meer afbeeldingen                                             |
| Boerderij van het Staphorstse type                                                         | Boerderij                 | 19e eeuw                    |           | Oude Rijksweg 20           | 52° 38' 34" NB, 6° 12' 1" OL  | 2253   | Boerderij van het Staphorstse type                            |
| Gave boerderij van het Staphorstse type                                                    | Boerderij                 | 19e eeuw                    |           | Gemeenteweg 149            | 52° 38' 55" NB, 6° 12' 45" OL | 25765  | Meer afbeeldingen                                             |
| Boerderij van het Staphorstse type                                                         | Boerderij                 |                             |           | afgebrand.                 | 52° 38' 44" NB, 6° 11' 27" OL | 34179  | Upload foto                                                   |
| Boerderij van het Staphorstse type                                                         | Boerderij                 |                             |           | Buitenstouwe 6             | 52° 40' 18" NB, 6° 13' 41" OL | 34180  | Meer afbeeldingen                                             |
| Gave boerderij van het Staphorstse type                                                    | Boerderij                 |                             |           | Druivensteinweg 1          | 52° 40' 4" NB, 6° 13' 45" OL  | 34181  | Meer afbeeldingen                                             |
| Boerderij van het Staphorstse type                                                         | Boerderij                 |                             |           | Egbert Vosland 4           | 52° 39' 2" NB, 6° 13' 3" OL   | 34182  | Meer afbeeldingen                                             |
| Gave boerderij van het Staphorstse type                                                    | Boerderij                 |                             |           | Geerligsland 1             | 52° 38' 29" NB, 6° 11' 50" OL | 34184  | Meer afbeeldingen                                             |
| Gave boerderij van het Staphorstse type                                                    | Boerderij                 |                             |           | Geerligsland 3             | 52° 38' 32" NB, 6° 11' 46" OL | 34185  | Meer afbeeldingen                                             |
| In hoofdvorm gaaf bewaarde boerderij van het Staphorstse type                              | Boerderij                 |                             |           | Geerligsland 2             | 52° 38' 30" NB, 6° 11' 50" OL | 34186  | Meer afbeeldingen                                             |
| Boerderij van het Staphorstse type                                                         | Boerderij                 |                             |           | Gemeenteweg 15             | 52° 38' 42" NB, 6° 12' 11" OL | 34187  | Meer afbeeldingen                                             |
| Boerderij van het Staphorstse type                                                         | Boerderij                 |                             |           | Gemeenteweg 35             | 52° 38' 44" NB, 6° 12' 13" OL | 34189  | Meer afbeeldingen                                             |
| Gave boerderij van het Staphorstse type                                                    | Boerderij                 |                             |           | Gemeenteweg 41             | 52° 38' 42" NB, 6° 12' 19" OL | 34190  | Meer afbeeldingen                                             |
| Gave boerderij van het Staphorstse type                                                    | Boerderij                 |                             |           | Gemeenteweg 47             | 52° 38' 44" NB, 6° 12' 18" OL | 34191  | Meer afbeeldingen                                             |
| Boerderij van het Staphorstse type                                                         | Boerderij                 |                             |           | Gemeenteweg 49             | 52° 38' 43" NB, 6° 12' 20" OL | 34192  | Meer afbeeldingen                                             |
| Boerderij van het Staphorstse type                                                         | Boerderij                 |                             |           | Gemeenteweg 51             | 52° 38' 44" NB, 6° 12' 21" OL | 34193  | Meer afbeeldingen                                             |
| Boerderij van het Staphorstse type                                                         | Boerderij                 |                             |           | Gemeenteweg 55             | 52° 38' 46" NB, 6° 12' 26" OL | 34194  | Meer afbeeldingen                                             |
| Boerderij van het Staphorstse type                                                         | Boerderij                 |                             |           | Gemeenteweg 57             | 52° 38' 47" NB, 6° 12' 25" OL | 34195  | Meer afbeeldingen                                             |
| Museum Staphorst, Zeer fraaie boerderij van het Staphorstse type                           | Boerderij                 | 19e eeuw en ouder           |           | Gemeenteweg 67             | 52° 38' 48" NB, 6° 12' 25" OL | 34196  | Meer afbeeldingen                                             |
| Gave boerderij van het Staphorstse type                                                    | Boerderij                 |                             |           | Gemeenteweg 99             | 52° 38' 51" NB, 6° 12' 39" OL | 34198  | Gave boerderij van het Staphorstse type                       |
| Gave boerderij van het Staphorstse type                                                    | Boerderij                 |                             |           | Gemeenteweg 83             | 52° 38' 49" NB, 6° 12' 34" OL | 34200  | Meer afbeeldingen                                             |
| Gave boerderij van het Staphorstse type                                                    | Boerderij                 |                             |           | Gemeenteweg 201            | 52° 38' 60" NB, 6° 13' 3" OL  | 34201  | Meer afbeeldingen                                             |
| In hoofdvorm gaaf bewaarde boerderij van het Staphorstse type                              | Boerderij                 |                             |           | Gemeenteweg 103            | 52° 38' 52" NB, 6° 12' 40" OL | 34202  | Meer afbeeldingen                                             |
| Boerderij van het Staphorstse type                                                         | Boerderij                 |                             |           | Gemeenteweg 107            | 52° 38' 54" NB, 6° 12' 37" OL | 34203  | Meer afbeeldingen                                             |
| Gave boerderij van het Staphorstse type                                                    | Boerderij                 |                             |           | Gemeenteweg 117            | 52° 38' 55" NB, 6° 12' 36" OL | 34204  | Meer afbeeldingen                                             |
| Boerderij van het Staphorstse type                                                         | Boerderij                 |                             |           | Gemeenteweg 119            | 52° 38' 56" NB, 6° 12' 38" OL | 34205  | Meer afbeeldingen                                             |
| Gave boerderij van het Staphorstse type                                                    | Boerderij                 |                             |           | Gemeenteweg 137            | 52° 38' 54" NB, 6° 12' 46" OL | 34206  | Meer afbeeldingen                                             |
| Boerderij van het Staphorstse type                                                         | Boerderij                 |                             |           | Gemeenteweg 147            | 52° 38' 54" NB, 6° 12' 47" OL | 34207  | Meer afbeeldingen                                             |
| Boerderij van het Staphorstse type                                                         | Boerderij                 |                             |           | Gemeenteweg 159            | 52° 38' 55" NB, 6° 12' 49" OL | 34208  | Meer afbeeldingen                                             |
| Gave boerderij van het Staphorstse type                                                    | Boerderij                 |                             |           | Gemeenteweg 167            | 52° 38' 58" NB, 6° 12' 49" OL | 34210  | Meer afbeeldingen                                             |
| Boerderij van het Staphorstse type                                                         | Boerderij                 |                             |           | Gemeenteweg 189            | 52° 39' 3" NB, 6° 12' 52" OL  | 34211  | Meer afbeeldingen                                             |
| Gave boerderij van het Staphorstse type                                                    | Boerderij                 |                             |           | Gemeenteweg 199            | 52° 38' 59" NB, 6° 13' 1" OL  | 34213  | Meer afbeeldingen                                             |
| Boerderij van het Staphorstse type                                                         | Boerderij                 |                             |           | Gemeenteweg 209            | 52° 39' 2" NB, 6° 13' 5" OL   | 34214  | Meer afbeeldingen                                             |
| Gave boerderij van het Staphorstse type                                                    | Boerderij                 |                             |           | Gemeenteweg 211            | 52° 39' 4" NB, 6° 13' 3" OL   | 34215  | Meer afbeeldingen                                             |
| Boerderij van het Staphorstse type                                                         | Boerderij                 |                             |           | Gemeenteweg 215            | 52° 39' 3" NB, 6° 13' 6" OL   | 34216  | Meer afbeeldingen                                             |
| Gave boerderij van het Staphorstse type                                                    | Boerderij                 |                             |           | Gemeenteweg 217            | 52° 39' 5" NB, 6° 13' 4" OL   | 34217  | Meer afbeeldingen                                             |
| Gave boerderij van het Staphorstse type                                                    | Boerderij                 |                             |           | Gemeenteweg 225            | 52° 39' 6" NB, 6° 13' 4" OL   | 34218  | Meer afbeeldingen                                             |
| Zeer fraaie boerderij van het Staphorstse type                                             | Boerderij                 |                             |           | Gemeenteweg 229            | 52° 39' 4" NB, 6° 13' 8" OL   | 34219  | Meer afbeeldingen                                             |
| Boerderij van het Staphorstse type                                                         | Boerderij                 |                             |           | Gemeenteweg 233            | 52° 39' 4" NB, 6° 13' 9" OL   | 34220  | Meer afbeeldingen                                             |
| Gave boerderij van het Staphorstse type                                                    | Boerderij                 |                             |           | Gemeenteweg 239            | 52° 39' 2" NB, 6° 13' 12" OL  | 34222  | Meer afbeeldingen                                             |
| Boerderij van het Staphorstse type                                                         | Boerderij                 |                             |           | Gemeenteweg 243            | 52° 39' 6" NB, 6° 13' 10" OL  | 34223  | Meer afbeeldingen                                             |
| Gave boerderij van het Staphorstse type                                                    | Boerderij                 |                             |           | Gemeenteweg 251            | 52° 39' 4" NB, 6° 13' 15" OL  | 34224  | Meer afbeeldingen                                             |
| Boerderij van het Staphorstse type                                                         | Boerderij                 |                             |           | Gemeenteweg 255            | 52° 39' 6" NB, 6° 13' 14" OL  | 34225  | Meer afbeeldingen                                             |
| Boerderij van het Staphorstse type                                                         | Boerderij                 |                             |           | Gemeenteweg 269            | 52° 39' 8" NB, 6° 13' 18" OL  | 34226  | Meer afbeeldingen                                             |
| Boerderij van het Staphorstse type                                                         | Boerderij                 |                             |           | Gemeenteweg 275            | 52° 39' 6" NB, 6° 13' 21" OL  | 34227  | Boerderij van het Staphorstse type                            |
| Boerderij van het Staphorstse type                                                         | Boerderij                 |                             |           | Gemeenteweg 275            | 52° 39' 7" NB, 6° 13' 21" OL  | 34228  | Meer afbeeldingen                                             |
| Boerderij van het Staphorstse type                                                         | Boerderij                 |                             |           | Gemeenteweg 295            | 52° 39' 7" NB, 6° 13' 25" OL  | 34229  | Boerderij van het Staphorstse type                            |
| In hoofdvorm gaaf bewaarde boerderij van het Staphorstse type                              | Boerderij                 |                             |           | Gemeenteweg 301            | 52° 39' 8" NB, 6° 13' 26" OL  | 34230  | Meer afbeeldingen                                             |
| Gave boerderij van het Staphorstse type                                                    | Boerderij                 |                             |           | Gemeenteweg 305            | 52° 39' 9" NB, 6° 13' 26" OL  | 34231  | Meer afbeeldingen                                             |
| Gave boerderij van het Staphorstse type                                                    | Boerderij                 |                             |           | Gemeenteweg 321            | 52° 39' 9" NB, 6° 13' 29" OL  | 34233  | Meer afbeeldingen                                             |
| Boerderij van het Staphorstse type                                                         | Boerderij                 |                             |           | Gemeenteweg 335            | 52° 39' 10" NB, 6° 13' 34" OL | 34234  | Boerderij van het Staphorstse type                            |
| Boerderij van het Staphorstse type                                                         | Boerderij                 |                             |           | Gemeenteweg 337            | 52° 39' 13" NB, 6° 13' 32" OL | 34235  | Meer afbeeldingen                                             |
| Boerderij van het Staphorstse type                                                         | Boerderij                 |                             |           | Gemeenteweg 351            | 52° 39' 13" NB, 6° 13' 41" OL | 34236  | Meer afbeeldingen                                             |
| Boerderij van het Staphorstse type                                                         | Boerderij                 |                             |           | Gemeenteweg 353            | 52° 39' 13" NB, 6° 13' 45" OL | 34237  | Meer afbeeldingen                                             |
| In hoofdvorm gaaf bewaarde boerderij van het Staphorstse type                              | Boerderij                 |                             |           | Gemeenteweg 369            | 52° 39' 26" NB, 6° 14' 17" OL | 34238  | Meer afbeeldingen                                             |
| Boerderij van het Staphorstse type                                                         | Boerderij                 |                             |           | Gemeenteweg 371            | 52° 39' 26" NB, 6° 14' 19" OL | 34239  | Meer afbeeldingen                                             |
| Gave boerderij van het Staphorstse type                                                    | Boerderij                 |                             |           | Gemeenteweg 6              | 52° 38' 38" NB, 6° 12' 14" OL | 34241  | Meer afbeeldingen                                             |
| Gave boerderij van het Staphorstse type                                                    | Boerderij                 |                             |           | Gemeenteweg 24             | 52° 38' 38" NB, 6° 12' 18" OL | 34242  | Meer afbeeldingen                                             |
| Gave boerderij van het Staphorstse type                                                    | Boerderij                 |                             |           | Gemeenteweg 44             | 52° 38' 41" NB, 6° 12' 22" OL | 34243  | Gave boerderij van het Staphorstse type                       |
| Gave boerderij van het Staphorstse type                                                    | Boerderij                 |                             |           | Gemeenteweg 46             | 52° 38' 42" NB, 6° 12' 23" OL | 34244  | Meer afbeeldingen                                             |
| Boerderij van het Staphorstse type                                                         | Boerderij                 |                             |           | Gemeenteweg 48             | 52° 38' 43" NB, 6° 12' 23" OL | 34245  | Meer afbeeldingen                                             |
| Kerktoren (Staphorst)                                                                      | Kerk en kerkonderdeel     | 1763 (bouw) 1903 (hersteld) |           | Gemeenteweg 52             | 52° 38' 44" NB, 6° 12' 26" OL | 34246  | Meer afbeeldingen                                             |
| Boerderij van het Staphorstse type                                                         | Boerderij                 |                             |           | Gemeenteweg 60             | 52° 38' 45" NB, 6° 12' 30" OL | 34247  | Meer afbeeldingen                                             |
| Gave boerderij van het Staphorstse type                                                    | Boerderij                 |                             |           | Gemeenteweg 82             | 52° 38' 45" NB, 6° 12' 40" OL | 34250  | Meer afbeeldingen                                             |
| Boerderij van het Staphorstse type                                                         | Boerderij                 |                             |           | Gemeenteweg 96             | 52° 38' 49" NB, 6° 12' 38" OL | 34252  | Meer afbeeldingen                                             |
| Boerderij van het Staphorstse type                                                         | Boerderij                 |                             |           | Gemeenteweg 106            | 52° 38' 48" NB, 6° 12' 40" OL | 34253  | Meer afbeeldingen                                             |
| Gave boerderij van het Staphorstse type                                                    | Boerderij                 |                             |           | Gemeenteweg 112            | 52° 38' 50" NB, 6° 12' 40" OL | 34254  | Meer afbeeldingen                                             |
| Boerderij van het Staphorstse type                                                         | Boerderij                 |                             |           | Gemeenteweg 144            | 52° 38' 50" NB, 6° 12' 50" OL | 34255  | Meer afbeeldingen                                             |
| Boerderij van het Staphorstse type                                                         | Boerderij                 |                             |           | Gemeenteweg 148            | 52° 38' 52" NB, 6° 12' 48" OL | 34256  | Meer afbeeldingen                                             |
| Boerderij van het Staphorstse type                                                         | Boerderij                 |                             |           | Gemeenteweg 152            | 52° 38' 53" NB, 6° 12' 50" OL | 34257  | Meer afbeeldingen                                             |
| Gave boerderij van het Staphorstse type                                                    | Boerderij                 |                             |           | Gemeenteweg 160            | 52° 38' 53" NB, 6° 12' 52" OL | 34258  | Meer afbeeldingen                                             |
| Boerderij van het Staphorstse type                                                         | Boerderij                 |                             |           | Gemeenteweg 162            | 52° 38' 53" NB, 6° 12' 55" OL | 34259  | Meer afbeeldingen                                             |
| Gave boerderij van het Staphorstse type                                                    | Boerderij                 |                             |           | Gemeenteweg 168            | 52° 38' 57" NB, 6° 13' 0" OL  | 34260  | Meer afbeeldingen                                             |
| Gave boerderij van het Staphorstse type                                                    | Boerderij                 |                             |           | Gemeenteweg 172            | 52° 38' 55" NB, 6° 13' 4" OL  | 34261  | Meer afbeeldingen                                             |
| Gave boerderij van het Staphorstse type                                                    | Boerderij                 |                             |           | Gemeenteweg 186            | 52° 38' 57" NB, 6° 13' 8" OL  | 34262  | Meer afbeeldingen                                             |
| Gave boerderij van het Staphorstse type                                                    | Boerderij                 |                             |           | Gemeenteweg 202            | 52° 38' 58" NB, 6° 13' 10" OL | 34263  | Meer afbeeldingen                                             |
| Boerderij van het Staphorstse type                                                         | Boerderij                 |                             |           | Gemeenteweg 222            | 52° 38' 58" NB, 6° 13' 17" OL | 34264  | Meer afbeeldingen                                             |
| Boerderij van het Staphorstse type                                                         | Boerderij                 |                             |           | Gemeenteweg 236            | 52° 39' 1" NB, 6° 13' 17" OL  | 34265  | Meer afbeeldingen                                             |
| Gave boerderij van het Staphorstse type                                                    | Boerderij                 |                             |           | Gemeenteweg 244            | 52° 39' 3" NB, 6° 13' 19" OL  | 34266  | Meer afbeeldingen                                             |
| Gave boerderij van het Staphorstse type                                                    | Boerderij                 |                             |           | Gemeenteweg 272            | 52° 39' 4" NB, 6° 13' 29" OL  | 34267  | Meer afbeeldingen                                             |
| Gave boerderij van het Staphorstse type                                                    | Boerderij                 |                             |           | Gemeenteweg 286            | 52° 39' 6" NB, 6° 13' 30" OL  | 34268  | Meer afbeeldingen                                             |
| Gave boerderij van het Staphorstse type                                                    | Boerderij                 |                             |           | Gemeenteweg 292            | 52° 39' 7" NB, 6° 13' 31" OL  | 34269  | Meer afbeeldingen                                             |
| Gave boerderij van het Staphorstse type                                                    | Boerderij                 |                             |           | Gemeenteweg 298            | 52° 39' 7" NB, 6° 13' 34" OL  | 34270  | Meer afbeeldingen                                             |
| Gave boerderij van het Staphorstse type                                                    | Boerderij                 |                             |           | Gemeenteweg 300            | 52° 39' 8" NB, 6° 13' 35" OL  | 34271  | Meer afbeeldingen                                             |
| Gave boerderij van het Staphorstse type                                                    | Boerderij                 |                             |           | Gemeenteweg 308            | 52° 39' 6" NB, 6° 13' 38" OL  | 34272  | Meer afbeeldingen                                             |
| Gave boerderij van het Staphorstse type                                                    | Boerderij                 |                             |           | Gemeenteweg 312            | 52° 39' 9" NB, 6° 13' 40" OL  | 34273  | Meer afbeeldingen                                             |
| Gave boerderij van het Staphorstse type                                                    | Boerderij                 |                             |           | Gemeenteweg 330            | 52° 39' 9" NB, 6° 13' 53" OL  | 34274  | Meer afbeeldingen                                             |
| Gave boerderij van het Staphorstse type                                                    | Boerderij                 |                             |           | Gemeenteweg 346            | 52° 39' 20" NB, 6° 14' 12" OL | 34275  | Meer afbeeldingen                                             |
| Gave boerderij van het Staphorstse type                                                    | Boerderij                 |                             |           | Gemeenteweg 352            | 52° 39' 21" NB, 6° 14' 16" OL | 34276  | Gave boerderij van het Staphorstse type                       |
| De Leijen                                                                                  | Industrie- en poldermolen | 1854                        |           | Gemeenteweg bij 364        | 52° 39' 31" NB, 6° 14' 42" OL | 34277  | Meer afbeeldingen                                             |
| Gave boerderij van het Staphorstse type                                                    | Boerderij                 |                             |           | Jan Arendsland 1           | 52° 38' 36" NB, 6° 11' 58" OL | 34278  | Meer afbeeldingen                                             |
| Gave boerderij van het Staphorstse type                                                    | Boerderij                 |                             |           | Jan Lubbertsland 2         | 52° 39' 12" NB, 6° 13' 36" OL | 34279  | Meer afbeeldingen                                             |
| Gave boerderij van het Staphorstse type                                                    | Boerderij                 |                             |           | Kerklaan 5                 | 52° 38' 47" NB, 6° 12' 19" OL | 34280  | Meer afbeeldingen                                             |
| Gave boerderij van het Staphorstse type                                                    | Boerderij                 |                             |           | Klaas Kloosterweg Oost 145 | 52° 39' 48" NB, 6° 13' 29" OL | 34281  | Meer afbeeldingen                                             |
| Boerderij van het Staphorstse type                                                         | Boerderij                 |                             |           | Klaas Kloosterweg Oost 153 | 52° 39' 48" NB, 6° 13' 46" OL | 34282  | Meer afbeeldingen                                             |
| Boerderij gelegen aan de grens van het reestdal                                            | Boerderij                 |                             |           | Lankhorsterweg 19          | 52° 40' 25" NB, 6° 14' 32" OL | 34283  | Meer afbeeldingen                                             |
| Boerderij van het Staphorstse type                                                         | Boerderij                 |                             |           | Leijendwarsweg 4           | 52° 39' 3" NB, 6° 14' 9" OL   | 34284  | Meer afbeeldingen                                             |
| Gave boerderij van het Staphorstse type                                                    | Boerderij                 |                             |           | Leijendwarsweg 6           | 52° 39' 5" NB, 6° 14' 12" OL  | 34285  | Gave boerderij van het Staphorstse type                       |
| Zeer fraaie boerderij van het Staphorstse type                                             | Boerderij                 |                             |           | Middenwolderweg 5          | 52° 38' 16" NB, 6° 11' 42" OL | 34286  | Meer afbeeldingen                                             |
| Zeer fraaie boerderij van het Staphorstse type                                             | Boerderij                 | 19e eeuw en ouder           |           | Middenwolderweg 11         | 52° 38' 16" NB, 6° 11' 42" OL | 34287  | Meer afbeeldingen                                             |
| Zeer fraaie boerderij van het Staphorstse type                                             | Boerderij                 |                             |           | Middenwolderweg 13         | 52° 38' 15" NB, 6° 11' 44" OL | 34288  | Meer afbeeldingen                                             |
| Boerderij van het Staphorstse type                                                         | Boerderij                 |                             |           | Middenwolderweg 2          | 52° 38' 17" NB, 6° 11' 39" OL | 34289  | Meer afbeeldingen                                             |
| Gave boerderij van het Staphorstse type                                                    | Boerderij                 |                             |           | Middenwolderweg 4          | 52° 38' 16" NB, 6° 11' 40" OL | 34290  | Meer afbeeldingen                                             |
| In hoofdvorm gaaf bewaarde boerderij van het Staphorstse type                              | Boerderij                 |                             |           | Muldersweg 7               | 52° 38' 32" NB, 6° 12' 20" OL | 34291  | In hoofdvorm gaaf bewaarde boerderij van het Staphorstse type |
| Boerderij van het Staphorstse type                                                         | Boerderij                 |                             |           | Muldersweg 4               | 52° 38' 34" NB, 6° 12' 13" OL | 34292  | Meer afbeeldingen                                             |
| Gave boerderij van het Staphorstse type                                                    | Boerderij                 |                             |           | Oude Rijksweg 25           | 52° 38' 32" NB, 6° 12' 2" OL  | 34293  | Meer afbeeldingen                                             |
| In hoofdvorm gaaf bewaarde boerderij van het Staphorstse type                              | Boerderij                 |                             |           | Oude Rijksweg 27           | 52° 38' 31" NB, 6° 12' 3" OL  | 34294  | Meer afbeeldingen                                             |
| Gave boerderij van het Staphorstse type                                                    | Boerderij                 |                             |           | Oude Rijksweg 29           | 52° 38' 30" NB, 6° 12' 4" OL  | 34295  | Meer afbeeldingen                                             |
| Gave boerderij van het Staphorstse type                                                    | Boerderij                 |                             |           | Oude Rijksweg 31           | 52° 38' 31" NB, 6° 11' 60" OL | 34296  | Meer afbeeldingen                                             |
| Gave boerderij van het Staphorstse type                                                    | Boerderij                 |                             |           | Oude Rijksweg 35           | 52° 38' 30" NB, 6° 12' 2" OL  | 34297  | Meer afbeeldingen                                             |
| Boerderij van het Staphorstse type                                                         | Boerderij                 |                             |           | Oude Rijksweg 37           | 52° 38' 29" NB, 6° 12' 3" OL  | 34298  | Meer afbeeldingen                                             |
| Gave boerderij van het Staphorstse type                                                    | Boerderij                 |                             |           | Oude Rijksweg 43           | 52° 38' 27" NB, 6° 12' 3" OL  | 34299  | Meer afbeeldingen                                             |
| Boerderij van het Staphorstse type                                                         | Boerderij                 |                             |           | Oude Rijksweg 51           | 52° 38' 28" NB, 6° 11' 56" OL | 34300  | Meer afbeeldingen                                             |
| Gave boerderij van het Staphorstse type                                                    | Boerderij                 |                             |           | Oude Rijksweg 57           | 52° 38' 25" NB, 6° 11' 56" OL | 34305  | Meer afbeeldingen                                             |
| Boerderij van het Staphorstse type                                                         | Boerderij                 |                             |           | Oude Rijksweg 67           | 52° 38' 26" NB, 6° 11' 51" OL | 34306  | Meer afbeeldingen                                             |
| Gave boerderij van het Staphorstse type                                                    | Boerderij                 |                             |           | Oude Rijksweg 75           | 52° 38' 25" NB, 6° 11' 49" OL | 34308  | Meer afbeeldingen                                             |
| Gave boerderij van het Staphorstse type                                                    | Boerderij                 |                             |           | Oude Rijksweg 77           | 52° 38' 23" NB, 6° 11' 51" OL | 34309  | Meer afbeeldingen                                             |
| Gave boerderij van het Staphorstse type                                                    | Boerderij                 |                             |           | Oude Rijksweg 81           | 52° 38' 20" NB, 6° 11' 55" OL | 34310  | Meer afbeeldingen                                             |
| Boerderij van het Staphorstse type                                                         | Boerderij                 |                             |           | Oude Rijksweg 89           | 52° 38' 24" NB, 6° 11' 47" OL | 34312  | Meer afbeeldingen                                             |
| Boerderij van het Staphorstse type                                                         | Boerderij                 |                             |           | Oude Rijksweg 93           | 52° 38' 23" NB, 6° 11' 46" OL | 34313  | Meer afbeeldingen                                             |
| Boerderij van het Staphorstse type                                                         | Boerderij                 |                             |           | Oude Rijksweg 99           | 52° 38' 20" NB, 6° 11' 48" OL | 34314  | Meer afbeeldingen                                             |
| Gave boerderij van het Staphorstse type                                                    | Boerderij                 |                             |           |                            | 52° 38' 22" NB, 6° 11' 42" OL | 34315  | Gave boerderij van het Staphorstse type                       |
| Boerderij van het Staphorstse type                                                         | Boerderij                 |                             |           | Oude Rijksweg 115          | 52° 38' 19" NB, 6° 11' 44" OL | 34316  | Meer afbeeldingen                                             |
| Gave boerderij van het Staphorstse type                                                    | Boerderij                 |                             |           | Oude Rijksweg 119          | 52° 38' 19" NB, 6° 11' 42" OL | 34318  | Meer afbeeldingen                                             |
| Boerderij van het Staphorstse type                                                         | Boerderij                 |                             |           | Oude Rijksweg 135          | 52° 38' 15" NB, 6° 11' 47" OL | 34320  | Meer afbeeldingen                                             |
| Boerderij van het Staphorstse type                                                         | Boerderij                 |                             |           | Oude Rijksweg 143          | 52° 38' 15" NB, 6° 11' 40" OL | 34321  | Meer afbeeldingen                                             |
| Gave boerderij van het Staphorstse type                                                    | Boerderij                 |                             |           | Oude Rijksweg 147          | 52° 38' 18" NB, 6° 11' 35" OL | 34323  | Meer afbeeldingen                                             |
| Boerderij van het Staphorster type                                                         | Boerderij                 |                             |           | Oude Rijksweg 159          | 52° 38' 14" NB, 6° 11' 38" OL | 34324  | Meer afbeeldingen                                             |
| Gave boerderij van het Staphorstse type                                                    | Boerderij                 |                             |           | Oude Rijksweg 171          | 52° 38' 15" NB, 6° 11' 33" OL | 34325  | Meer afbeeldingen                                             |
| Boerderij van het Staphorstse type                                                         | Boerderij                 |                             |           | Oude Rijksweg 175          | 52° 38' 13" NB, 6° 11' 34" OL | 34326  | Meer afbeeldingen                                             |
| Boerderij van het Staphorstse type                                                         | Boerderij                 |                             |           | Oude Rijksweg 179          | 52° 38' 14" NB, 6° 11' 31" OL | 34327  | Meer afbeeldingen                                             |
| Gave boerderij van het Staphorstse type                                                    | Boerderij                 |                             |           | Oude Rijksweg 183          | 52° 38' 13" NB, 6° 11' 30" OL | 34328  | Meer afbeeldingen                                             |
| Boerderij van het Staphorstse type                                                         | Boerderij                 |                             |           | Oude Rijksweg 195          | 52° 38' 12" NB, 6° 11' 27" OL | 34329  | Meer afbeeldingen                                             |
| Zeer fraaie boerderij van het Staphorstse type                                             | Boerderij                 |                             |           | Oude Rijksweg 197          | 52° 38' 11" NB, 6° 11' 25" OL | 34330  | Meer afbeeldingen                                             |
| Gave boerderij van het Staphorstse type                                                    | Boerderij                 |                             |           | Oude Rijksweg 209          | 52° 38' 8" NB, 6° 11' 21" OL  | 34331  | Meer afbeeldingen                                             |
| Gave boerderij van het Staphorstse type                                                    | Boerderij                 |                             |           | Oude Rijksweg 12           | 52° 38' 38" NB, 6° 12' 1" OL  | 34332  | Meer afbeeldingen                                             |
| Gave boerderij van het Staphorstse type                                                    | Boerderij                 |                             |           | Oude Rijksweg 18           | 52° 38' 35" NB, 6° 12' 2" OL  | 34333  | Meer afbeeldingen                                             |
| Boerderij van het Staphorstse type                                                         | Boerderij                 |                             |           | Oude Rijksweg 24           | 52° 38' 34" NB, 6° 11' 58" OL | 34334  | Meer afbeeldingen                                             |
| In hoofdvorm gaaf bewaarde boerderij van het Staphorstse type                              | Boerderij                 |                             |           | Oude Rijksweg 30           | 52° 38' 34" NB, 6° 11' 57" OL | 34335  | Meer afbeeldingen                                             |
| In hoofdvorm gaaf bewaarde boerderij van het Staphorstse type                              | Boerderij                 |                             |           | Oude Rijksweg 34           | 52° 38' 32" NB, 6° 11' 57" OL | 34336  | Meer afbeeldingen                                             |
| Boerderij van het Staphorstse type                                                         | Boerderij                 |                             |           | Oude Rijksweg 36           | 52° 38' 34" NB, 6° 11' 56" OL | 34337  | Meer afbeeldingen                                             |
| Gave boerderij van het Staphorstse type                                                    | Boerderij                 |                             |           | Oude Rijksweg 40           | 52° 38' 33" NB, 6° 11' 55" OL | 34338  | Meer afbeeldingen                                             |
| Gave boerderij van het Staphorstse type                                                    | Boerderij                 |                             |           | Oude Rijksweg 44A          | 52° 38' 33" NB, 6° 11' 54" OL | 34339  | Gave boerderij van het Staphorstse type                       |
| Boerderij van Staphorstse type                                                             | Boerderij                 |                             |           | Oude Rijksweg 46           | 52° 38' 34" NB, 6° 11' 53" OL | 34340  | Meer afbeeldingen                                             |
| Boerderij van het Staphorstse type                                                         | Boerderij                 |                             |           | Oude Rijksweg 48A          | 52° 38' 32" NB, 6° 11' 53" OL | 34341  | Boerderij van het Staphorstse type                            |
| Boerderij van het Staphorstse type                                                         | Boerderij                 |                             |           | Oude Rijksweg 50           | 52° 38' 36" NB, 6° 11' 49" OL | 34342  | Meer afbeeldingen                                             |
| In hoofdvorm gaaf bewaarde boerderij van het Staphorstse type                              | Boerderij                 |                             |           | Oude Rijksweg 52           | 52° 38' 33" NB, 6° 11' 51" OL | 34343  | Meer afbeeldingen                                             |
| Gave boerderij van het Staphorstse type                                                    | Boerderij                 |                             |           | Oude Rijksweg 72           | 52° 38' 27" NB, 6° 11' 48" OL | 34344  | Meer afbeeldingen                                             |
| Gave boerderij van het Staphorstse type                                                    | Boerderij                 |                             |           | Oude Rijksweg 74           | 52° 38' 28" NB, 6° 11' 46" OL | 34345  | Meer afbeeldingen                                             |
| Boerderij van het Staphorstse type                                                         | Boerderij                 |                             |           | Oude Rijksweg 84           | 52° 38' 29" NB, 6° 11' 44" OL | 34346  | Meer afbeeldingen                                             |
| Boerderij van het Staphorstse type                                                         | Boerderij                 |                             |           | Oude Rijksweg 88           | 52° 38' 26" NB, 6° 11' 46" OL | 34347  | Meer afbeeldingen                                             |
| Boerderij van het Staphorstse type                                                         | Boerderij                 |                             |           | Oude Rijksweg 94           | 52° 38' 25" NB, 6° 11' 44" OL | 34348  | Meer afbeeldingen                                             |
| Boerderij van het Staphorstse type met dwars voorgebouwd woonhuis                          | Boerderij                 |                             |           |                            | 52° 38' 25" NB, 6° 11' 44" OL | 34349  | Meer afbeeldingen                                             |
| Boerderij van het Staphorstse type                                                         | Boerderij                 |                             |           | Oude Rijksweg 98           | 52° 38' 26" NB, 6° 11' 41" OL | 34350  | Meer afbeeldingen                                             |
| Boerderij van het Staphorstse type                                                         | Boerderij                 |                             |           | Oude Rijksweg 108          | 52° 38' 23" NB, 6° 11' 42" OL | 34351  | Meer afbeeldingen                                             |
| Boerderij van het Staphorstse type                                                         | Boerderij                 |                             |           | Oude Rijksweg 110          | 52° 38' 24" NB, 6° 11' 40" OL | 34352  | Meer afbeeldingen                                             |
| Boerderij van het Staphorstse type                                                         | Boerderij                 |                             |           | Oude Rijksweg 112          | 52° 38' 27" NB, 6° 11' 37" OL | 34353  | Meer afbeeldingen                                             |
| Boerderij van het Staphorstse type                                                         | Boerderij                 |                             |           | Oude Rijksweg 118          | 52° 38' 22" NB, 6° 11' 39" OL | 34354  | Meer afbeeldingen                                             |
| Boerderij van het Staphorstse type                                                         | Boerderij                 |                             |           | Oude Rijksweg 120          | 52° 38' 21" NB, 6° 11' 39" OL | 34355  | Meer afbeeldingen                                             |
| In hoofdvorm gaaf bewaarde boerderij van het Staphorstse type                              | Boerderij                 |                             |           | Oude Rijksweg 124          | 52° 38' 20" NB, 6° 11' 36" OL | 34356  | Meer afbeeldingen                                             |
| Gave boerderij van het Staphorstse type                                                    | Boerderij                 |                             |           | Oude Rijksweg 128          | 52° 38' 21" NB, 6° 11' 34" OL | 34357  | Meer afbeeldingen                                             |
| Gave boerderij van het Staphorstse type                                                    | Boerderij                 |                             |           | Oude Rijksweg 132          | 52° 38' 21" NB, 6° 11' 33" OL | 34358  | Meer afbeeldingen                                             |
| Gave boerderij van het Staphorster type                                                    | Boerderij                 |                             |           | Oude Rijksweg 164          | 52° 38' 17" NB, 6° 11' 30" OL | 34359  | Meer afbeeldingen                                             |
| Boerderij van het Staphorstse type                                                         | Boerderij                 |                             |           | Oude Rijksweg 170          | 52° 38' 16" NB, 6° 11' 28" OL | 34360  | Meer afbeeldingen                                             |
| Boerderij van het stahorstse type                                                          | Boerderij                 |                             |           | Oude Rijksweg 172          | 52° 38' 17" NB, 6° 11' 26" OL | 34361  | Meer afbeeldingen                                             |
| Boerderij van het Staphorstse type                                                         | Boerderij                 |                             |           | Oude Rijksweg 176          | 52° 38' 15" NB, 6° 11' 27" OL | 34362  | Meer afbeeldingen                                             |
| Gave boerderij van het Staphorstse type                                                    | Boerderij                 |                             |           | Oude Rijksweg 188          | 52° 38' 15" NB, 6° 11' 23" OL | 34363  | Meer afbeeldingen                                             |
| Boerderij van het Staphorstse type                                                         | Boerderij                 |                             |           | Oude Rijksweg 194          | 52° 38' 13" NB, 6° 11' 21" OL | 34364  | Meer afbeeldingen                                             |
| Gave boerderij van het Staphorstse type                                                    | Boerderij                 |                             |           | Parallelweg 1              | 52° 38' 58" NB, 6° 12' 51" OL | 34365  | Meer afbeeldingen                                             |
| Boerderij van het Staphorstse type                                                         | Boerderij                 |                             |           | Portiekstraatje 4          | 52° 39' 8" NB, 6° 14' 12" OL  | 34366  | Meer afbeeldingen                                             |
| Boerderij van het Staphorstse type                                                         | Boerderij                 |                             |           | Rijksparallelweg 1         | 52° 38' 38" NB, 6° 12' 2" OL  | 34367  | Meer afbeeldingen                                             |
| Gave boerderij van het Staphorstse type                                                    | Boerderij                 |                             |           | Sprakelhorstweg 1          | 52° 39' 5" NB, 6° 14' 21" OL  | 34368  | Meer afbeeldingen                                             |
| Gave boerderij van het Staphorstse type                                                    | Boerderij                 |                             |           | Sprakelhorstweg 2          | 52° 39' 2" NB, 6° 14' 21" OL  | 34369  | Meer afbeeldingen                                             |
| Boerderij van het Staphorstse type                                                         | Boerderij                 |                             |           | Zwarteveenweg 2            | 52° 38' 49" NB, 6° 14' 30" OL | 34370  | Meer afbeeldingen                                             |
| Kerkheuvel                                                                                 | Archeologisch monument    | 1436-1752                   |           |                            | 52° 39' 8" NB, 6° 11' 51" OL  | 45984  | Upload foto                                                   |
| Kerkheuvel                                                                                 | Archeologisch monument    | ca. 1282-1417               |           |                            | 52° 40' 3" NB, 6° 10' 53" OL  | 45985  | Kerkheuvel                                                    |
| De Notariswoning, pand zonder verdieping pand onder schilddak met gepleisterde lijstgevels | Werk-woonhuis             | 19e eeuw                    |           | Gemeenteweg 85             | 52° 38' 50" NB, 6° 12' 36" OL | 47069  | Meer afbeeldingen                                             |
| De Nijverheid                                                                              | Industrie                 | 1925                        |           | Oude Rijksweg 100          | 52° 38' 24" NB, 6° 11' 43" OL | 508036 | Meer afbeeldingen                                             |
| Pastorie bij de Nederlands Hervormde Kerk                                                  | Kerkelijke dienstwoning   | 1909                        |           | Gemeenteweg 53             | 52° 38' 45" NB, 6° 12' 25" OL | 508246 | Meer afbeeldingen                                             |
| Dickninge: historische tuin- en parkaanleg                                                 | Tuin, park en plantsoen   | 1813                        |           | Schiphorstweg bij 40       | 52° 40' 9" NB, 6° 16' 18" OL  | 520596 | Upload foto                                                   |
| Dickninge: stuw                                                                            | Tuin, park en plantsoen   |                             |           | Schiphorsterweg bij 40     | 52° 39' 60" NB, 6° 16' 28" OL | 520597 | Dickninge: stuw                                               |
| De Haarmolen                                                                               | Industrie- en poldermolen | 1854                        |           | Gemeenteweg 374            | 52° 39' 45" NB, 6° 15' 13" OL | 527674 | Meer afbeeldingen                                             |